# Kulikovskaja
Kulikovskaja (in russo Куликовская) è un villaggio (деревня) russo del šenkurskij rajon, nell'oblast' di Arcangelo. È centro amministrativo di uno degli undici comuni rurali del distretto di Šenkursk.